# Lukáš Tesák

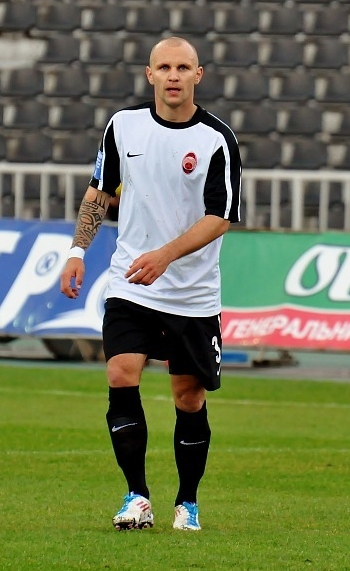
Lukáš Tesák, Zorja Luhansk, 2011

Lukáš Tesák (* 8. března 1985, Žiar nad Hronom, Československo) je slovenský fotbalový obránce a bývalý reprezentant, od ledna 2018 hráč klubu FK Pohronie. Na klubové úrovni prošel mimo Slovensko angažmá na Ukrajině, v Rusku, Kazachstánu a Bělorusku. Stal se prvním slovenským fotbalistou v ukrajinské nejvyšší lize (v roce 2010).

## Klubová kariéra
Původem ze vsi Ihráč Lukáš Tesák začínal s fotbalem ve své dědině. Pak hrál v Kremnici a v Žiaru nad Hronom, odtud přešel do staršího dorostu Dubnice nad Váhom. Na Slovensku pak hrál za MŠK Žilina, MŠK Rimavská Sobota, FK Senica a 1. FC Tatran Prešov.
V srpnu 2010 odešel do ukrajinského celku FK Zorja Luhansk a stal se tak prvním Slovákem v ukrajinské nejvyšší lize.
V červenci 2012 přestoupil do ruského klubu FK Torpedo Moskva. V sezoně 2013/14 vybojoval s Torpedem postup do ruské 1. ligy.
1. září 2014 přestoupil do týmu dalšího nováčka ruské nejvyšší soutěže, Arsenalu Tula. S Arsenalem sestoupil z ruské nejvyšší ligy do druhé.

V lednu 2016 se stal posilou kazašského klubu FK Kajrat Almaty. V červenci 2016 se vrátil do Ruska do Arsenalu Tula a podepsal dvouletou smlouvu.
Po roce, v červenci 2017 se dohodl na smlouvě do konce roku 2018 s běloruským klubem FK Homel působícím v běloruské nejvyšší lize hrané systémem jaro–podzim. V lednu 2018 se s vedením klubu dohodl na rozvázání kontraktu. Jeho kroky směřovaly domů do rodného kraje, stal se posilou slovenského druholigového klubu FK Pohronie.

## Reprezentační kariéra
V květnu 2015 ho trenér Jan Kozák poprvé nominoval do slovenského reprezentačního A-mužstva k zápasu kvalifikace na EURO 2016 proti týmu Makedonie. Do utkání však nezasáhl. Debutoval až 5. září 2015 v Oviedu v téže kvalifikaci proti týmu Španělska, obhájci titulu z EURA 2012 (prohra 0:2). Nedostal se však do závěrečné 23členné nominace na šampionát ve Francii.

### Reprezentační zápasy
Zápasy Lukáše Tesáka v A-týmu slovenské reprezentace
| Rok    | Zápasy | Góly |
| ------ | ------ | ---- |
| 2015   | 2      | 0    |
| 2016   | 2      | 0    |
| Celkem | 4      | 0    |